# アグネータ・フロック
アグネータ・フロック（Inga Agneta Flock、1941年7月29日-）は スウェーデンのテキスタイル切り絵作家

## 略歴
ストックホルムにあるコンストファック（国立芸術工芸デザイン大学）で学び、1971年にはスウェーデン王立芸術大学で特別学生としてグラフィックを学んだ。フロックはエチオピアとタイで幼少期を過ごしたが、これらの国の文化が自身の創作活動に影響を与え、1967年にストックホルムでアトリエを開いた。彼女は1969年にストックホルムにあるハントヴェルケット(Hantverket)で立体的なテキスタイルをもって1969年にデビューし、その後、数多くの個展、グループ展を開催してきた。その中にはヴェステルボッテン美術館、レースカ美術館、スヴェンスク・フォルム、リリエヴァル芸術ホール、パリのスウェーデン文化交流協会での"Aventures Textiles"、ブダペスト、ウッチ、ソポト、ワルシャワ、ニューヨークはコートランドでの"The Swedish Touch"、ダカールでの"Image du Nord"、日本では2002年にぎゃらりぃおくむらで最初の個展を開催した。その後、2011年にはスウェーデン大使館で個展が開催されると日本でも数多くの展示会が開催されるようになった。2015年から2016年にかけて NHKサービスセンター主催の巡回展が開催されたが、京都、札幌、名古屋、東京で行われた。フロックは数度に渡もスウェーデン政府やスウェーデン政府芸術助成委員会、エストリッド・エリクソンとサンドリュー協会から助成金を受給した。2001年にはスウェーデンテレビの教育番組の連載番組『お話のはさみ』(Sagosaxen) に出演。作品の一部は公的な施設、カロリンスカ研究所附属病院、フッディンゲ市立病院、セーデル病院、カールスコーガ病院、イェルファッラ市立シェールビー基礎学校、ストックホルム市立エシュタ・ションダール・ブレッケ大学、ヴァッレントゥーナ県医療機関、セーデルテリエ市立ヘレーネルンド基礎学校、ウップサラ市立オーシュタ病院、ストックホルム行政地方裁判所、ヴァッレントゥーナ市立図書館、ストックホルム市ガニソーネン。また、スウェーデン国立美術館、ヨテボリのレースカ美術館、マルメ美術館、ボローステキスタイル美術館、シェレフテオの女性美術館、芸術庁、そして40か所の地方自治体、県議会などで展示されている。

## 日本での展示会
- 2002年ぎゃらりぃおくむら[3]
- 2004年ぎゃらりぃおくむら[3]
- 2011年10月西麻布ギャラリーコライユ[3]
- 2011年10月3日 スウェーデンの織り絵・切り絵作家『アグネータ・フロックの世界－ゆめ×織×物語』[4]
- 2012年5月 NAGOYA GARDENING SHOW 2012 『Dear ロザリアン～バラのある庭と北欧の切り絵～』[5]
- 2012年5月 北欧の匠『ギャラリー祥』[6]
- 2012年10月 北欧の匠『ギャラリー祥』[6]
- 2013年10月 北欧の匠『ギャラリー祥』[6]
- 2014年10月 北欧の匠『ギャラリー祥』[6]
- 2015年10月 北欧の匠『ギャラリー祥』[6]
- 2015年12月 巡回展『切り絵作家 アグネータ・フロック展』美術館「えき」KYOTO[7]
- 2016年4月-5月 巡回展『切り絵作家 アグネータ・フロック展』札幌プラニスホール[8]
- 2016年6月 巡回展「『切り絵作家 アグネータ・フロック展』ジェイアール名古屋高島屋[9]
- 2016年10月-11月 巡回展『切り絵作家 アグネータ・フロック展』玉川髙島屋ＳＣ西館 アレーナホール[9]
- 2016年11月 北欧の匠『ギャラリー祥』[6]
- 2017年1月 Bunkamura ギャラリー[10]
- 2017年9月 北欧の匠『ギャラリー祥』[6]
- 2017年11月‐2018年1月 安城産業文化公園デンパーク[11]
- 2018年5月 阪急うめだ本店『北欧フェア2018 』[12]
- 2018年11月 北欧の匠『ギャラリー祥』[6]
- 2019年5月 阪急うめだ本店『北欧フェア2019 』[13]
- 2019年7月 Touch & Flow (日本橋高島屋S.C.)[14]
- 2019年9月 北欧の匠『ギャラリー祥』[6]

## 日本でのテレビ出演
- 2011年 NHK BS ハイビジョン「ハイビジョン特集 アグネータと魔法の切り絵」[10]
- 2012年 NHKBS1 TOMORROW 「アグネータ・フロック ～ファンタジーで心を癒やす～」30分のドキュメンタリー。この放送は海外にも放映された。[15]

## 著書
- 『光のアトリエ 北欧切り絵 ~アグネータ・フロックの世界』(2009) NHK出版 [16]
- 『切り絵作家 アグネータの幸福を呼ぶ北欧暮らし』 (2016) NHK出版[17]